# Mord in Pacot
Mord in Pacot (Originaltitel: Meurtre à Pacot, TV-Titel: Mord in Haiti) ist ein Film von Raoul Peck. Er hatte im September 2014 auf dem Toronto International Film Festival Premiere und wurde auf Arte am 25. Juni 2015 erstmals in einer deutschen Fassung ausgestrahlt. Ab dem 17. September 2015 lief der Film in den Kinos.

## Handlung
Nach einem verheerenden Erdbeben im Januar 2010 ist Haitis Infrastruktur in weiten Teilen verwüstet. Auch die Villa eines wohlhabenden Ehepaares in Pacot, Port-au-Prince hat schweren Schaden genommen. Sofern es nicht sofort renoviert wird, droht der Abriss. Um Geldmittel für die Sanierung aufzutreiben, vermieten sie das letzte intakte Zimmer an den angereisten französischen Katastrophenhelfer Alex, während sie selbst in der Dienstboten-Etage unterkommen. Alex beginnt kurz darauf eine leidenschaftliche Affäre mit der 17-jährigen Einheimischen Andrémise, die sich durch den Kontakt zu Ausländern eine bessere Zukunft erhofft. Im Verlauf der Beziehung der beiden werden auch die Hausbesitzer zum ersten Mal in ihrem Leben mit den Widersprüchen der haitianischen Gesellschaft konfrontiert.

## Kritik
Der Filmdienst urteilt, das „intensive, atmosphärisch zwingende Kammerspiel stellt die soziale Hierarchie auf den Kopf, woraus allerdings kein neues Miteinander, sondern zunehmende Spannungen erwachsen, die sich in einem archaischen Gewaltakt entladen“. Der „exemplarische, an eine brechtsche Versuchsanordnung gemahnende Film inszeniert das Scheitern des unfreiwilligen Experiments mit großartigen Darstellern als vertane gesellschaftliche Chance“.